# Niña (schip, 1491)
De Niña (ook wel Neña genoemd) was een van de drie schepen tijdens Christoffel Columbus' ontdekking van Amerika. De andere schepen waren de Pinta en de Santa María.

## Kenmerken
De Niña was een karveel met drie masten en een ruiminhoud van 60 ton. Het schip had een lengte van 20 meter en een breedte van 7 meter. De Niña werd gebouwd in 1491 in Moguer en heette eigenlijk Santa Clara. De naam waaronder het schip bekend is geworden is waarschijnlijk een humoristische verwijzing naar de eigenaar Juan Niño, die ook aanwezig was bij de reis waarop Columbus Amerika ontdekte. De woorden niño en niña betekenen: jongen en meisje.

## Reizen
De bezetting bestond uit 24 man en het commando tijdens de ontdekkingsreis werd gevoerd door Vicente Yáñez Pinzón, broer van Martín Alonso Pinzón, gezagvoerder van de Pinta. Het schip voer aanvankelijk met latijnse zeilen, maar deze werden tijdens de tussenstop op de Canarische eilanden vervangen door rechthoekige zeilen. Na het vergaan van de Santa María tijdens Kerstmis 1492 koos Columbus de Niña als zijn vlaggenschip. Die functie vervulde de Niña ook tijdens de tweede reis van Columbus. Nadat Columbus terug was gekeerd in Spanje in 1496, voer het schip zonder zijn toestemming naar Sardinië. Onderweg werd het echter door Franse piraten gekaapt, waarbij de bemanning gevangen werd genomen. Kapitein Alonso Medel wist te ontsnappen en het schip terug te veroveren, waarna hij ermee terugkeerde naar Spanje. In 1498 reisde Columbus er weer mee naar Amerika. In 1501 maakte het schip nog een expeditie naar de Parelkust en daarna is er niets meer over bekend.